# Cosmos 5
Cosmos 5 (en ocasiones mencionado como Sputnik 15 en occidente) fue un satélite artificial soviético del tipo 2MS. Fue lanzado el 28 de mayo de 1962 desde el cosmódromo de Kapustin Yar y reentró en la atmósfera el 2 de mayo de 1963.

## Objetivo
La misión de Cosmos 5 fue realizar mediciones del espacio exterior y la atmósfera superior de la Tierra. También fue utilizado para probar nuevos diseños para satélites.